# 彩榮路體育館

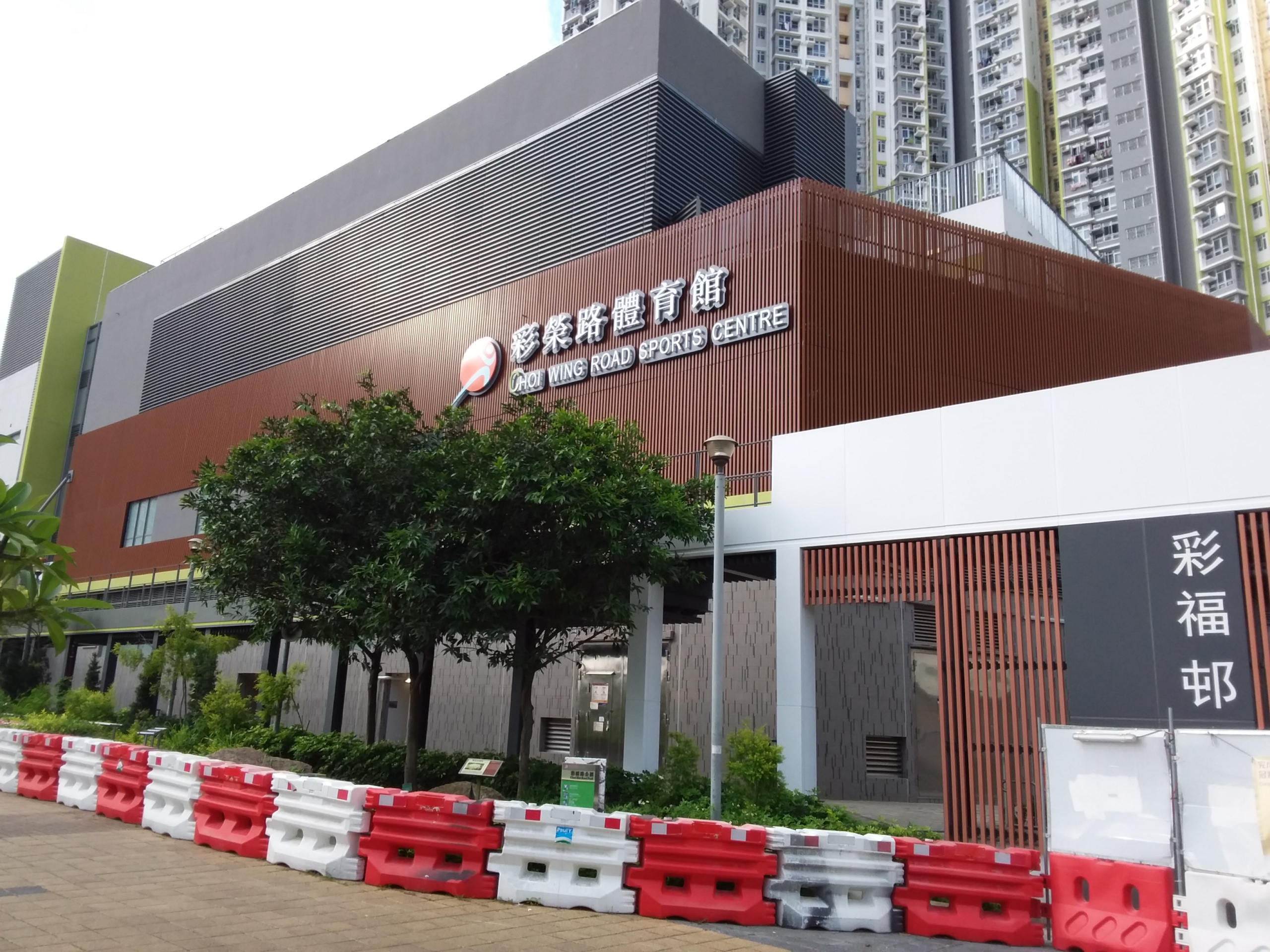
彩榮路體育館，2021年6月

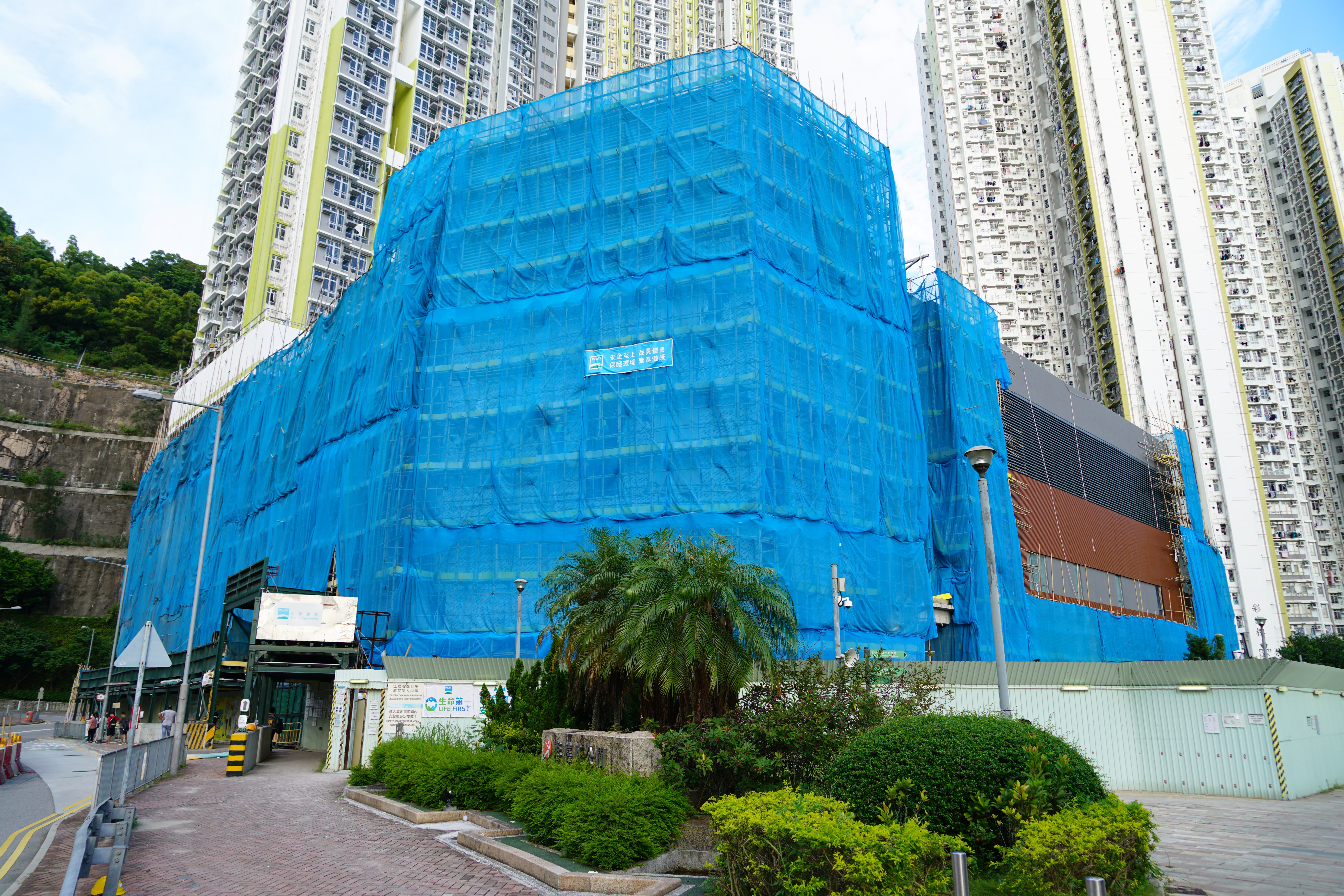
已平頂的彩榮路體育館，2020年8月

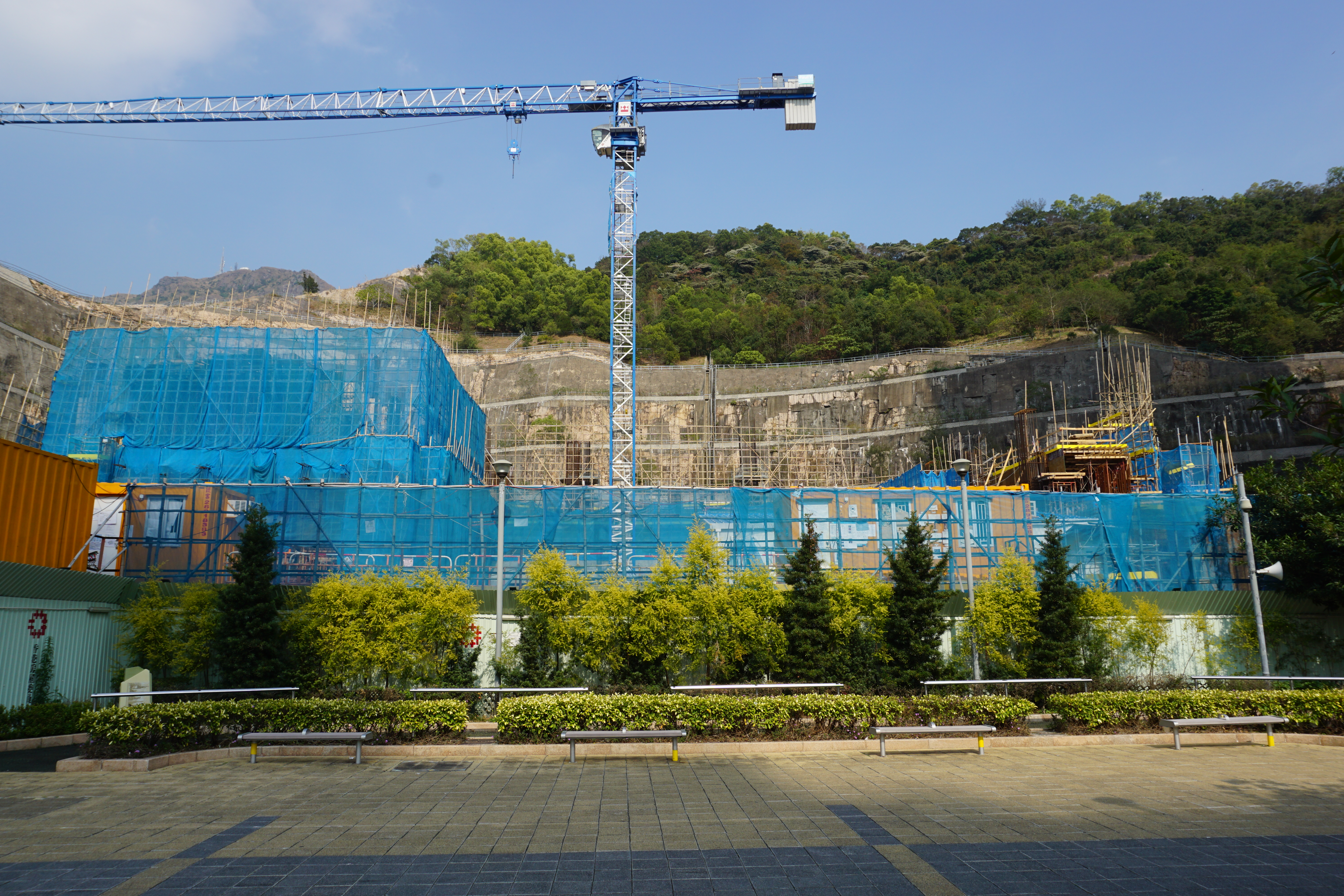
興建中彩榮路體育館，2018年2月

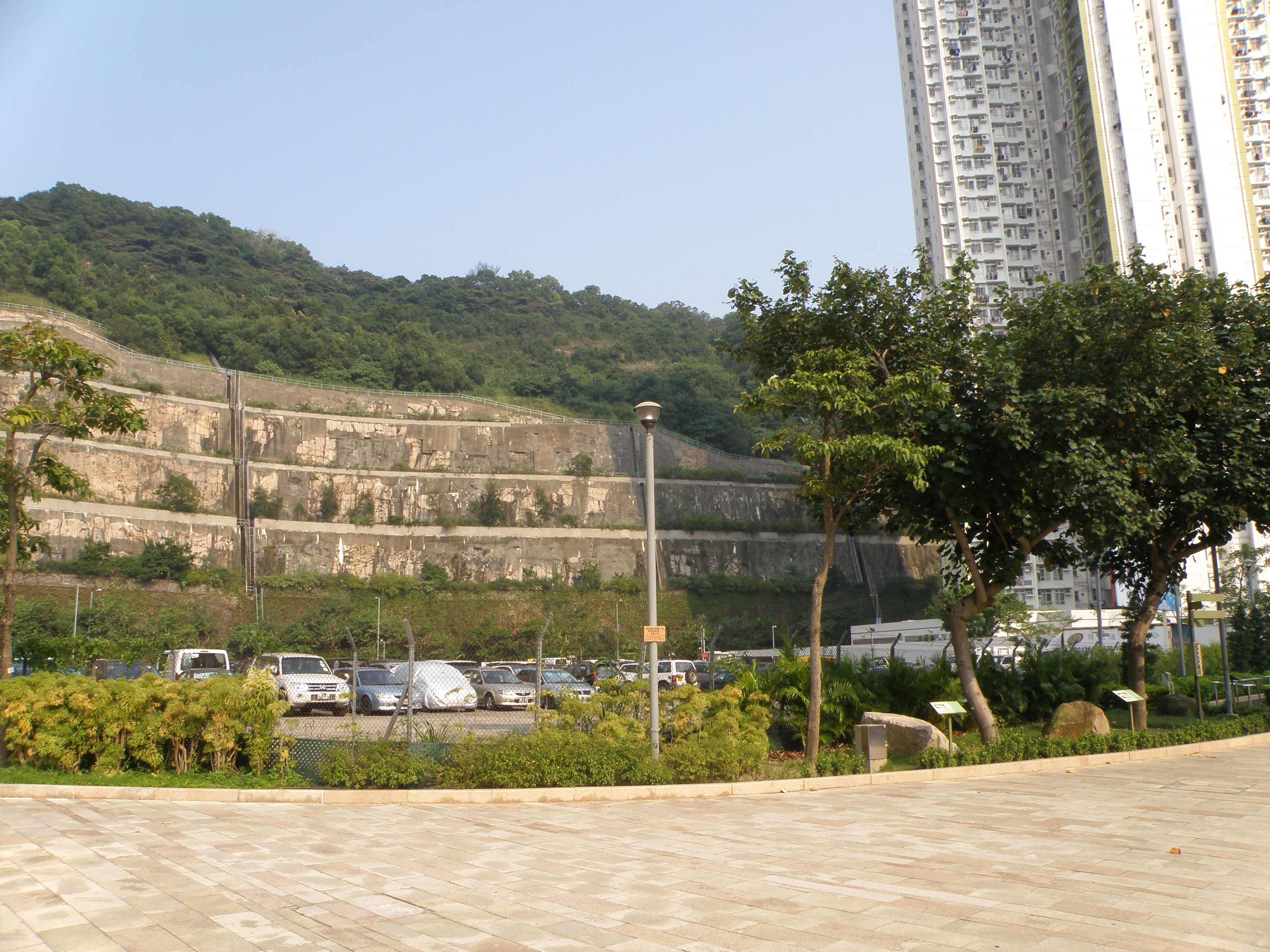
彩榮路體育館前身為露天停車場

彩榮路體育館（英語：Choi Wing Road Sports Centre），是位於香港觀塘區平山彩榮路58號，彩福邨彩和樓基座的綜合室內多用途體育場館，是觀塘區第9個體育館，於2021年12月29日啟用。全館建築樓面面積約為9,380平方米，設有空氣調節系統，內設有500個座位。體育館興建所需費用為6億960萬港元，由康樂及文化事務署管理。

## 歷史
彩榮路用地已預留作彩福邨第3期的公屋發展項目（彩和樓），提供約1110個單位，可容納人口約3000人。政府建議在住宅大樓的平台下提供1間體育館，以支援該公屋發展項目及觀塘整體居民的需要。隨着區內各新公營房屋發展項目相繼落成，觀塘區人口預計由現時約657100人，增至2021年約678300人。按照《香港規劃標準與準則》，該區在2021年應設有10間體育館。目前，該區共有8間體育館，在正常時間的平均使用率超過80%，在繁忙時間更達至大概92%。擬議興建彩榮路體育館計劃將有助回應區內人口增長所帶來對體育設施的需求。由於擬議工程設施是此綜合公屋發展項目的一部分，因此必須與公屋發展項目一併進行。
此外，為確保體育館能如期落成，政府委託房委會進行體育館的設計和建造工程。建造工程完成後，體育館將交由康文署負責管理和維修保養。

## 公眾諮詢
政府分別在2014年5月13日、5月29日和6月5日，就擬議的公屋發展項目和體育館，諮詢觀塘區議會及其轄下的房屋事務委員會和交通及運輸委員會；並在2015年1月22日，就綜合房屋發展計劃再諮詢該區議會轄下的房屋事務委員會，委員支持有關的工程計劃並促請盡早展開擬議工程。

## 設施
體育館地下設置1個多用途主場館，可用作2個籃球場、2 個排球場或 8個羽毛球場，內設 500 個固定座位觀眾席。供康文署、體育總會、學校、地區體育會及地區團體舉辦各項體育活動、比賽及嘉年華會等大型活動（例如校際羽毛球比賽、小學跆拳道比賽、香港亞洲公開劍道錦標賽、全民運動日、區際分齡乒乓球比賽及太極匯演等。）。
1樓設室內緩跑徑，2樓設2個多用途活動室、兒童遊戲室、乒乓球室及健身室。
附屬設施包括育嬰間、急救室、洗手間及更衣室、員工休息室、管理處及控制室、儲物室及專供體育館使用的上落客貨區。
體育館亦採用多種節能裝置和可再生能源技術。在綠化環境方面，會視乎情況設置綠化屋頂和進行垂直綠化工程，以收環保和美化之效。

## 興建工程
如獲財務委員會批准撥款，計劃在2017年年初展開擬議工程，並預計在2021年年初竣工。工程計劃的建築樓面面積約為10357平方米。按2015年9月價格計算，估計建築費用單位價格為每平方米建築樓面面積32,519元。按付款當日價格計算，估計這項工程計劃的建設費用為6億 960 萬元，分項數字如下：
|                                     | 百萬元 |
| ----------------------------------- | ------ |
| 工地工程                            | 1.0    |
| 地基工程                            | 12.6   |
| 建築工程                            | 232.9  |
| 渠務工程                            | 10.2   |
| 外部工程                            | 3.8    |
| 額外的節省能源、綠化和循 環使用裝置 | 8.8    |
| 付予房委會的間接費用                | 46.7   |
| 家具和設備                          | 7.2    |
| 應急費用                            | 42.7   |
| 價格調整準備                        | 139.8  |